# Зайци
Зайците (Lepus) са род дребни бозайници от семейство Зайцови (Leporidae).
Родът включва около 30 вида, разпространени в Евразия, Африка и Северна Америка. Ушите са дълги и изправени, а предните крайници са значително по-къси от задните. Козината е мека, обикновено кафява или сивокафява по гърба, белезникава по корема, а върховете на ушите са черни.

## Видове
- Подрод Macrotolagus
  - Lepus alleni
- Подрод Poecilolagus
  - Lepus americanus – Американски див заек
- Подрод Lepus
  - Lepus arcticus
  - Lepus othus
  - Lepus timidus – Снежен заек, заек беляк
- Подрод Proeulagus
  - Lepus californicus – Калифорнийски заек
  - Lepus callotis
  - Lepus capensis
  - Lepus flavigularis
  - Lepus insularis
  - Lepus saxatilis
  - Lepus tibetanus
  - Lepus tolai – Заек толай
- Подрод Eulagos
  - Lepus castroviejoi
  - Lepus comus
  - Lepus coreanus
  - Lepus corsicanus
  - Lepus europaeus – Див заек
  - Lepus granatensis
  - Lepus mandschuricus
  - Lepus oiostolus
  - Lepus starcki
  - Lepus townsendii
- Подрод Sabanalagus
  - Lepus fagani
  - Lepus microtis
- Подрод Indolagus
  - Lepus hainanus
  - Lepus nigricollis
  - Lepus peguensis
- Подрод Sinolagus
  - Lepus sinensis
- Подрод Tarimolagus
  - Lepus yarkandensis
- incertae sedis
  - Lepus brachyurus
  - Lepus habessinicus